# 新貴人 (清聖祖)
新貴人（17世纪？—1716年）出身暫不詳，康熙帝之貴人 (舊稱貴格格) 。

## 生平
康熙年間被聖祖臨幸，初始位份待考。目前僅知康熙三十九年（1700年）十一月的檔案中已有新常在之名，該年內廷外東路寧壽宮等的陳設帳記，「銀盆伍個各重肆拾兩」、「三十九年十一月初一日高玉卿取去銀盆一個，賜新常在」。某氏應在康熙四十六年之後由新常在晉為新貴人 (貴格格)  。
康熙五十五年二月初五日申時，新貴人在北海五龍亭去世，聖祖告諭內務府總管大臣稱：「新貴人用金黃色車一，金黃色轎一，彩仗低於嬪」，本月初六日寅时入殮，金棺在五龍亭停放三日，遂於本月初七日辰時，依照以往的例子打破五龍亭后墙及皇城墙而出，並且移送至朝陽門外大章京孫衛善花園暫厝，本日戌時净身，二月十一日寅时盛殓。出殯及守靈等事皆照「服緞十四以上，三十以下之格格」的例子來辦理。康熙五十六年正月十一日，布貴人兆佳氏去世後，聖祖下旨曰：「花園內現有貴人金棺，將二金棺可否葬一處」，「現有貴人」應指稍早前去世的新貴人。欽天監及扎薩克喇嘛等定於該年二月十七日辰時由曹八屯寢園奉移至景陵妃園寢為吉日，同年二月二十四日卯時暫安於徐常在南側之精致席殯宮，移送金棺途中的所有事宜均參照馬貴人的例子辦理。
內務府為此上奏《奏請制備已逝貴人喪儀折》，查得聖祖因不遑制擺馬貴人喪儀而命取用榮妃儀仗的例子，向聖祖問及新貴人應該要用哪位妃的儀仗，隨後再補造，硃批曰著用惠妃儀仗。康熙五十八年十二月初九日午時才正式入圈安葬，其墓穴位於第五排右邊第一位。

## 備註
1. ↑  康熙五十五年十月初六日曾有《內務府奏報榮格格喪儀折》，折中「榮格格」的滿文實為「wesihun gege」，直譯為尊貴的格格、光榮的格格或可貴的格格，實為康熙朝後宮品階，如孝恭仁皇后封嬪前亦為此品階。
2. ↑  《陵寢易知》及《昌瑞山萬年統志》中，某氏被記作「新貴人」，而《內務府奏為辦理袁常在移葬折》等則譯作「辛貴人」、「忻貴人」，蓋因聖祖嬪位以下後宮的漢文稱號大多是由滿文發音轉寫而來，故同一個人物的漢文稱號會有不止一種寫法。
3. ↑  清初內廷主位及僕婦均以服緞疋數來衡量尊卑，「服八緞答應」及「穿八疋緞子答應」這些按照宮分對內庭人員的稱謂在乾隆朝仍然存在着。